# アポイカンバ
アポイカンバ（学名：Betula apoiensis）は、カバノキ科カバノキ属の落葉低木。別名はヒダカカンバ、マルミカンバ。
キュー植物園によれば、アルタイ山脈、シベリア、モンゴル、中国東北部、朝鮮半島に分布する B. gmelinii  のシノニムとされている。

## 分布
日本（北海道のアポイ岳のみに生育する固有種）。

## 特徴
- 氷河期の遺存種と考えられるツンドラ低木[3]。
- 矮性で成熟しても樹高1mほどである[3]。
- 尾根筋の岩隙・岩砕・未風化土壌に生育[3]。
- 湿地性のヤチカンバと高山性のダケカンバに由来する遺伝子の組み合わせによって、特殊な環境に適応した種に分化[3]。

## 保全状況評価
絶滅危惧IB類 (EN)（環境省レッドリスト）
2020年までの環境省レッドリストでは絶滅危惧IA類に指定されている。
- アポイ岳高山植物群落 - 国の特別天然記念物[5]
- 日高山脈襟裳十勝国立公園[6]